# Otomar Kubala

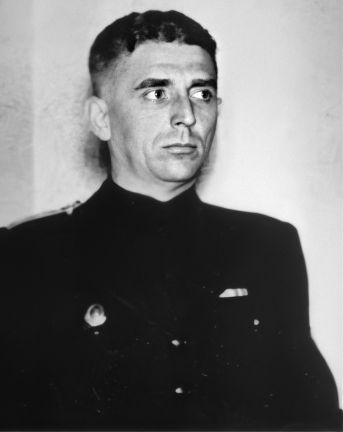
Otomar Kubala

Otomar Kubala (* 26. Januar 1906 in Lakšárska Nová Ves; † 28. August 1946 in Bratislava) war ein slowakischer Lehrer, Journalist und faschistischer Politiker der Ludaken. Kubala war Stabschef und später Stellvertretender Oberbefehlshaber der Hlinka-Garde. Als Anführer der Gruppe um Náš boj repräsentierte er den radikalsten Teil der Garde. 
Als Chef des Staatssekretariats für das Sicherheitswesen, welchem der slowakische Geheimdienst, Polizei, Gendarmerie und die Hlinka-Garde unterstanden, war Kubala einer der aktivsten slowakischen Kollaborateure bei der Niederschlagung des Slowakischen Nationalaufstandes und der nachfolgenden Besetzung der Slowakei durch die deutsche Wehrmacht.

## Leben

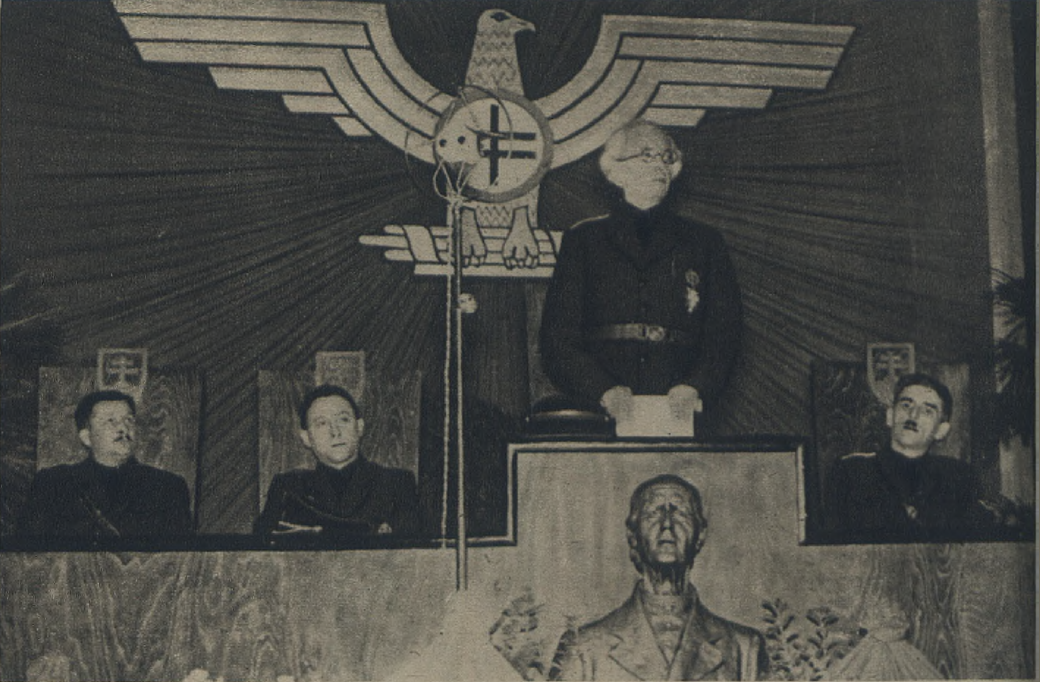
Otomar Kubala (1. von rechts) während der Verkündigung der 14 Punkte des Slowakischen Nationalsozialismus durch Ministerpräsident Tuka (1941)

Kubala studierte von 1920 bis 1924 an der Lehreranstalt in Modra und arbeitete danach zehn Jahre lang als Lehrer. Ab 1934 war Kubala Direktor der Staatlichen Bürgerlichen Schule in Varín und wurde 1939 Direktor an einer Schule in Bratislava. Der Hlinka-Garde trat Kubala vermutlich spätestens im November 1938 bei, daneben wandte er sich weiterhin auch dem Journalismus zu. Er veröffentlichte bereits in den 1930er Jahren Artikel mit faschistischen Inhalten in der Zeitung Gardista. Schon 1941 wurde er Chefredakteur der Zeitung Gardista, dem Presseorgan der Hlinka-Garde. Für zwei Monate ging er an die Ostfront.
Als Anhänger des radikalen Flügels der Hlinka-Partei unter der Führung von Vojtech Tuka und Alexander Mach setzte sich Kubala für eine enge Zusammenarbeit mit dem Deutschen Reich und für eine Umgestaltung des öffentlichen und politischen Lebens in der Slowakei nach nationalsozialistischen Prinzipien ein. Kubala war 1940 und 1941 wiederholt an Putschversuchen des radikalen Parteiflügels gegen den Staatspräsidenten Jozef Tiso beteiligt. Ziel dieser Umsturzversuche war neben der Abberufung des kurzzeitigen gemäßigten Oberbefehlshabers der Hlinka-Garde František Galan auch die Einführung eines nationalsozialistischen Regimes in der Slowakei.
Kubala galt als Führer der radikalsten Kräfte innerhalb der Hlinka-Garde und hielt sogar Alexander Mach für zu gemäßigt. Er beschuldigte Mach, seine „Gemäßigtheit und Weichheit“ als Oberbefehlshaber der Garde hätten Mitschuld am Ausbruch des Slowakischen Nationalaufstands. Von 1940 bis 1942 war er Stellvertretender Oberbefehlshaber der Hlinka-Garde. Er nahm an einem Kurs der SS in Senheim (dies ist umstritten, da derzeit keine Quelle vorhanden ist und er nicht Deutsch sprach) teil und organisierte unter den (dort) gewonnenen Eindrücken in Bojnice Schulen für Befehlshaber der Hlinka-Garde.
Kubala mobilisierte verschiedene Spezial- und Eliteeinheiten der Hlinka-Garde, die sich an der Liquidierung von tatsächlichen oder angeblichen Regimegegnern, vor allem aber an der sogenannten „Lösung der Judenfrage“ beteiligten. Die Hlinka-Garde und Kubala als einer ihrer höchsten Funktionäre spielten bei der Vernichtung der slowakischen Juden eine Schlüsselrolle.
Die Radikalen der Hlinka-Partei verloren 1942 den innenpolitischen Machtkampf. Kubala wurde daraufhin von seinen hohen Funktionen in der Hlinka-Garde entbunden, gab aber nicht auf. Er begann die Zeitung Náš boj (deutsch „Unser Kampf“) herauszugeben, die alle zwei Wochen erschien, und propagierte in ihr weiter kompromisslos nationalsozialistische Ideen. Außerdem forderte er erfolglos die radikale Vollendung der „Lösung der Judenfrage“ bzw. der „tschechischen Frage“ sowie einen kompromisslosen Kampf gegen Regimegegner, als dessen Hauptsäule er die Einheiten der Hlinka-Garde sah.
Den Hauptteil seiner Forderungen konnte Kubala erst nach der Besetzung der Slowakei durch die Wehrmacht im Herbst 1944 durchsetzen, als er seine vorherige Funktion zurückerhielt und zudem Chef der Sicherheitsabteilung des Verteidigungsministeriums wurde. Aus zeitgenössischen Dokumenten geht hervor, dass Kubala den Nationalsozialisten als „vertrauenswürdigste“ Person in der Slowakei galt, was ihn zu einer engen Zusammenarbeit mit den Okkupationsbehörden bewegte – vor allem mit dem Sicherheitsdienst. Die Nationalsozialisten belohnten seine Kollaboration 1943 mit dem Verdienstorden vom Deutschen Adler.
Im April 1944 erklärte Kubala im Gardista, der offiziellen Zeitung der Hlinka-Garde:
„Niemand auf dieser Welt hat uns Slowaken zur Unabhängigkeit und zur wirklichen Freiheit verholfen, nur Adolf Hitler. Alle diejenigen, die sich uns als Brüder ausgaben, von denen wir zu Recht Verständnis erwarteten, haben uns ausgebeutet wo es nur ging und uns unterjocht. Ja nicht einmal als Nation wollten sie uns anerkennen. Die Vorsehung musste erst Adolf Hitler schicken, damit er uns zur Freiheit verhilft und die Freiheit garantiert.“
Ab dem 7. September 1944 war Kubala Stabschef der Hlinka-Garde und setzte sich sofort für die Bildung von Spezialeinheiten ein, die aktiv auf Seiten der Deutschen gegen die slowakischen Aufständischen kämpfen sollten. So entstanden die Bereitschaftseinheiten der Hlinka-Garde (slowakisch Pohotovostné oddiely Hlinkovej gardy, kurz POHG). Ihre ersten Mitglieder waren freiwillige Gardisten. Da für die Niederschlagung des Aufstands mehr Rekruten benötigt wurden, wurde die Mitgliedschaft Pflicht, wobei nicht nur Mitglieder der Hlinka-Garde, sondern oft auch Personen herangezogen wurden, die der Garde nicht angehörten.
Die Bereitschaftseinheiten der Hlinka-Garde beteiligten sich nicht nur an den Kämpfen gegen die Aufständischen und an der Verfolgung von Partisanen, sondern verübten auch Verbrechen gegen die heimische Zivilbevölkerung. Ebenfalls unter Kubalas Oberbefehl befanden sich die Einheiten der Hlinka-Jugend (Hlinkova mládež, kurz HM), des Slowakischen Arbeitsdienstes (Slovenská pracovná služba, kurz SPS) und der Gendarmerie.
Während die Slowakei nach und nach von der Roten Armee besetzt wurde, organisierte Kubala den Rückzug der restlichen slowakischen Verbände und zog sich bis ins südliche Böhmen zurück, wo er sich schließlich amerikanischen Einheiten bei Strakonice ergab. Kubala wurde an tschechoslowakische Behörden ausgeliefert, am 24. August 1946 zum Tod durch Erschießen verurteilt und am 28. August 1946 als Kriegsverbrecher hingerichtet. Er blieb bis zu seinem Lebensende kinderlos.